# شعب تانكا

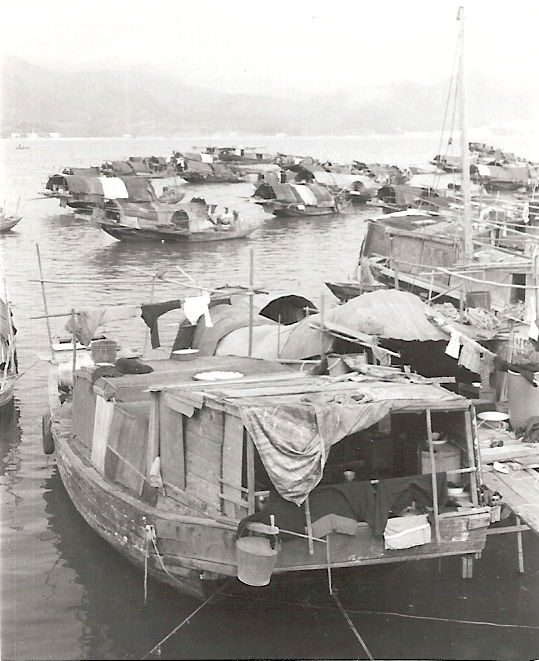
قوارب التانكا هي بمثابة منزل مثالي يتماشى مع رغبة هذا الشعب بالعيش في البحر

شعب تانكا أو شعب القوارب مجموعة إثنية صينية تقطن جنوب الصين. عاشوا تقليديًا في كل من مقاطعات غوانغدونغ، وقوانغشي، وفوجيان، وهاينان، وشانغهاي، وجيجيانغ وعلى طول نهر يانغتسي، فضلًا عن كل من هونج كونج وماكاو. يشار إلى شعب القوارب خارج مقاطعة غوانغدونغ بأسماء مختلفة (لا يطلق عليهم اسم تانكا). رغم عيش العديد منهم على اليابسة، لا يزال بعض الأفراد من الأجيال الأكبر سنًا يعيشون على قواربهم ويجمعون قوتهم اليومي من خلال الصيد. تاريخيًا، اعتبر التانكا شعبًا منبوذًا. نظرًا لكونهم عاشوا على القوارب في البحر، كان يطلق عليهم لقب غجر البحر من قبل كل من الصينيين والبريطانيين. يرجع أصل التانكا إلى الأقليات العرقية الأصلية في جنوب الصين المعروفة تاريخيا باسم «بايوي» الذين ربما اختاروا البحر ملجأً لهم واندمجوا تدريجيًا مع شعب الهان. مع ذلك، حافظ التانكا على الكثير من من تقاليدهم الأصلية التي لا توجد لدى حضارة الهان.
يعيش قسم ضئيل من التانكا في أجزاء من فيتنام. يطلق عليهم هناك لقب «دان» ويصنفون على أنهم مجموعة فرعية من النيغاي. هناك نصوص قديمة وكتب مخفية منسية، أبقيت بعيدًا للحفاظ عليها من حماية القبيلة الإمبراطورية، تفصل العديد من القصص الأسطورية المسجلة، التي تصور بوضوح الحروب الرهيبة المروعة التي مرت بها القبيلة العرقية الأصلية لشعب تانكا أو شعب القوارب، إذ يعود أصلهم الترياسي إلى هي جياه دي زي، الذي يرعى ختم عشيرته الحاكمة، معبرًا عن الطقس العائلي الملكي، وهو منقوش على صدفات أم اللؤلؤ ومختلف القطع العاجية التي يتراوح سمكها بين 3 و10 إنشات. أثبت متحف نيويورك الدليل الأثري على ذلك، إضافة إلى تصنيف مؤرخين صينيين بالإجماع حجم شعارات «القبيلة» و«القبيلة الفرعية» بكونها الأكبر حجمًا، بطول يزيد عن 18 قدمًا، وهو ما بغضته إمبراطورية الهان. غالبًا ما يحصل لغط مع بقية القبائل حول اعتبار الابن الأكبر لهي جياه دي زي من أسس لاستخدام طقوس إعلان الحرب لدى الأسلاف في المعارك، ما أكسبه سمعة تاريخية سيئة. تحمل كل العظام المقدسة وظيفة مزدوجة، إذ تحمل دور لافتة عائلة قديمة، وتعتبر أيضًا خنجرًا ملكيًا موروثًا. تدل مبادرة هي جياه دي زي بالارتقاء إلى عالم الملكوت على المثابرة الإلهية التي كلفت بها السماء باك فو، على الرغم من الصعوبات التي مر بها واصفًا العودة الحتمية «لهيزي».

## تاريخ

### الاستعمار وإضفاء الطابع الصيني
مارست سلالة سونغ الحاكمة استعمارًا شاملًا للمنطقة بمشاركة الشعب الصيني.
نظرًا لحملة التصيين الواسعة لشعب تانكا، أصبحوا يعتبرون اليوم صينيين، رغم أصولهم غير الصينية القادمة من جنوب الصين.
استغل الكانتونيون شعب تانكا، مستخدمين عاداتهم الخاصة ضدهم عبر الحصول على الأسماك من التانكا ومن ثم بيعها.
في بعض المناطق الداخلية، يمثل التانكا نصف مجموع السكان.
سُجل التانكا في مقاطعة تشوانتشو على أنهم أسر بربرية.

### سلالة مينغ
لم يسجل شعب تانكا ضمن التعداد السكاني الوطني لكونهم منبوذين، مع إصدار مرسوم إمبراطوري رسمي بإقصائهم (ممارسة حظر المساس).

#### حكم البرتغال والماكاو
تزوج البرتغاليون، الذين حصلوا على منطقة ماكاو خلال حكم سلالة مينغ، من نساء تانكا، إذ لم تقم نساء الهان الصينيات علاقات معهم. أصبح بعض المتحدرين من شعب تانكا ماكاويين.
استعبد الغزاة البرتغاليون بعضًا من أطفال التانكا.
كتب الشاعر الصيني وو لي قصيدة تضمنت بيتًا يتحدث فيه عن تزويد التانكا السمك للبرتغاليين في ماكاو.
لدى وصول البرتغاليين إلى ماكاو، أصبحت نساء من غوا (جزء من الهند البرتغالية)، وتايلاند، والهند الصينية زوجات لهم، نادرًا ما كن نساءً صينيات. كانت نساء تانكا من بين الوحيدين في الصين الذين أبدوا رغبة في الخلط والزواج من البرتغاليين، في حين رفضت نساء صينيات أخريات القيام بذلك.
كانت أغلبية الزيجات بين البرتغاليين والسكان الأصليين تتم بين رجال برتغاليين ونساء من أصل تانكا، اللواتي كنّ يعتبرن من أقل فئات الشعب في الصين منزلةً، وكانت لهن علاقات مع المستوطنين والبحارة البرتغاليين، أو نساء صينيات من الطبقة الدنيا. رفضت نساء صينيات من الفئات العليا الرجال الغربيين مثل البرتغاليين، ولم يتزوجن من أجانب.
كتب في الأدب الماكاوي مؤلفات حول علاقات حب وزواج بين نساء من تانكا ورجال برتغاليين، مثل «إيه تشان ، إيه تانكاريرا»، لهنريكي دي سينا فرنانديز.

### سلالة تشينغ الحاكمة
تانكا أو تانكيا، (تشير البادئة «تان» إلى قبيلة من السكان الأصليين احتلت سابقًا المنطقة الواقعة في جنوب وغرب منطقة ميينغ (الجبال) جنوب الصين، و«كيا» تعني عائلة أو شعب). شعب القوارب الذي عاش في كانتون جنوب الصين، وهم متحدرون من قبيلة من السكان الأصليين تدعى «تان» الذين قادهم التقدم في الحضارة الصينية إلى العيش في قوارب على ضفاف النهر، وحرموا لقرون من العيش على اليابسة. «منذ عام 1730، سمح لهم بالاستقرار في القرى المجاورة مباشرة للنهر، ولكنهم ما زالوا مستبعدين من الحصول على ألقاب رسمية، ويحرمون حسب العرف التقليدي من الزواج ببقية الشعب.
بذلت محاولات لتحرير تانكا وعدة مجموعات أخرى «أدنى مستوىً» من وضعهم ذاك عبر سلسلة من المراسيم بين عامي 1723 و1731. عملوا في الغالب صيادين وكانوا يميلون إلى التجمع في بعض الخلجان. بنى بعضهم أسواقًا أو قرى على الشاطئ، في حين استمر البعض الآخر في العيش على السفن الشراعية أو القوارب. ادعوا كونهم من شعب الهان الصينيين.
ورد في بيان تشينغ «يعتبر الشعب الكانتوني الأسر من شعب دان طبقة دنيا ولا يسمح لهم بالاستقرار على اليابسة. لم يجرؤ شعب دان من جانبهم على الصراع مع عامة الشعب». صدر هذا البيان سنة 1729.
مع تطور هونج كونج، أصبحت بعض مناطق الصيد فيها ملوثة إلى حد كبير أو ذات ملكية، وبالتالي أصبحت جزءًا من البر. اضطر أولئك من شعب تانكا الذين لم يمتلكوا سوى قوارب صغيرة ولم يستطيعوا الصيد بعيدًا في البحر إلى البقاء في شواطئ الخلجان، مجتمعين سويًا مشكلين قرىً عائمة.

#### الثقافة ونمط الحياة
دائما هناك الكثير لنراه، كما تانكا. ذلك الشعب الذي يعيش على القوارب نابض بالحياة. هم قبيلة من السكان الأصليين، يتحدثون لغة مختلفة تمامًا عن اللغة الصينية. تراهم على اليابسة مثل الأسماك الخارجة من الماء. يقال أنهم لا يتزوجون أبدًا مع سكان البر، ولكن بطريقة ما أو بأخرى، تسللت لغتهم إلى العديد من القرى في منطقة تشيكلونغ. يقول الصينيون أن لهجة التانكا تشبه تلك التي لدى الأمريكيين. تبدو وكأنها لا تحمل أي نغم. هم جماعة شديدة القدرة على التحمل، لم يتأثروا بالأوبئة التي مرت على الساحل، ربما لأنهم لا يعيشون كثيرًا على البر. تملك كل عائلة قاربًا بمثابة المملكة لها، ونظرًا لوفرة الأسماك لديهم، يبدون أفضل تغذية من معظم جيرانهم على اليابسة. المسيحية غير معروفة بالنسبة لهم، باستثناء قلة قليلة. تتيح النافذة الوحيدة لمنزلنا في تشيكلوغ نظرة كاملة على الحياة القروية لبعض من قبيلة القوارب. النافذة الموجودة حاليًا هي غياب الحائط الجنوبي للشرفة الصغيرة للمحل. يمكن وضع قضبان خشبية في الفراغات لدرء اللصوص.

_   جمعية التبشير الخارجية الكاثوليكية الأمريكية عام 1921